# Pedro Nolasco Muga González
Pedro Nolasco Muga González (Tarapacá, 4 de enero de 1917 - Iquique, 10 de septiembre de 2006) fue un político falangista chileno.

## Datos biográficos
Hijo de Pedro Muga y de Herminia González. 
Contrajo matrimonio con Irma Ramírez.
Educado en el Colegio Salesianos de Iquique. Trabajó hasta 1950 en ferrocarriles ingleses en Iquique, como secretario de contabilidad. Se integró luego a la agencia de naves de la Compañía Salitrera Tarapacá y Antofagasta, donde fue Jefe de Sección de navíos (1956).
Miembro de la Falange Nacional desde 1944, cuando fue elegido regidor de la Municipalidad de Iquique (1944-1949), luego fue elegido Alcalde de Iquique (1950-1953). 
Ingresó al Partido Demócrata Cristiano en 1956. Fue candidato de dicha colectividad en la elección complementaria del 1 de abril de 1956 para llenar la vacante de un diputado por Tarapacá; sin embargo, fue derrotado por Juan Luis Maurás del Partido Radical.
Elegido diputado por Arica, Iquique y Pisagua (1957-1961), integrando la comisión permanente de Economía y Comercio. Reelegido Diputado por la misma agrupación departamental (1961-1965), en esta oportunidad formó parte de la comisión de Hacienda.  
Nuevamente electo diputado por Arica, Iquique y Pisagua para el período (1965-1969), formó parte de la comisión permanente de Minería e Industrias.